# 中津江村
中津江村（なかつえむら）は、大分県日田市の一地域である。
かつては日田郡に属していた村で、2005年3月22日に同じ日田郡の前津江村、上津江村、大山町、天瀬町とともに日田市へ編入合併し、行政地域としては消滅した。しかし、同じく合併で廃止となった前津江村および上津江村は「村」の名称を廃止しているのに対し、編入後も「大分県日田市中津江村｣として「村」の名称を残した形で地名は残された。
2002年に開催された日韓ワールドカップの際、中津江村は村内のスポーツ施設の有効活用を目的に公認キャンプ地として名乗りを上げ、その結果アフリカのカメルーン代表のキャンプ地に選ばれた。テレビ朝日の番組「ニュースステーション」でメインキャスターの久米宏が「いちばん小さな自治体のキャンプ地」として着目し、現地から歓迎の様子を生放送すべく乗り込んだものの、同国の選手団の到着が遅れたことなどから当時の坂本休村長とともに国内で有名になった。
2005年に中津江村は広域合併により日田市の一部となったが、合併協議会で坂本村長から地名の中に「中津江村」を残したいという要望が上がり、ワールドカップでの知名度上昇を背景としてこれが認められたことで、上記の通りにその後も「中津江村」が残された。

## 地理
大分県の西部に位置し、周囲を山に囲まれた村である。津江山系県立自然公園内に位置し、周囲には渡神岳、猿駈山、三国山、尾ノ岳、酒呑童子山などが連なる。

### 河川
- 津江川
- 鯛生川

### 湖沼
- 下筌ダム

## 歴史
中世に長谷部信連の末裔を名乗る一族が土着し、長谷部および津江を称する。『日田郡志（下巻）』では「歴代津江ノ庄七ヶ村ヲ領ス（抜粋引用）」とある。俗に津江殿と呼ばれた。居城や館は、現在の栃原の田ノ原にある伝来寺とその裏山の「城山」と呼ばれる山にあったと伝えられる。南北朝時代の1338年に長谷部信堆は肥後国の僧、大智禅師に館を寄進して伝来寺を開かせたのである。その後の津江氏、長谷部氏の氏族としての盛衰は不明であるが、津江新左衛門尉ら3名が豊臣秀吉の文禄・慶長の役の際、大友吉統に従軍している。大友氏が改易されると、津江地域を含む日田郡は豊臣政権下の蔵入地となり、代官支配（宮城豊盛）、のちに毛利高政の知行となった。毛利氏佐伯移封後は、そのほとんどの期間が徳川幕府の直轄領とされた。
江戸時代中期には、日田地方でも1716年ごろからスギの挿し木による栽培が行われるようになり、中津江村丸蔵では1750年に1万本の挿し木が行われた記録がある。

### 地名の由来
古代、この地域は津江と呼ばれ、その中ほどに位置することから名付けられた。津江の名は、「潰える」に通じ、崩壊地やそうした地域の多い山地において名付けられた。

### 沿革
- 1875年3月  - 野田村と栃原村が合併し、栃原村が成立。梅野村と中西村が合併し、合瀬村が成立する。
- 1889年4月1日 - 町村制の施行により、栃原村と合瀬村が合併し、中津江村が成立する。
- 1918年5月 - 範多範三郎により鯛生金山株式会社が設立され、鯛生金山の採掘が本格化。
- 1969年 - 下筌ダムが完成。
- 1972年 - 鯛生金山が閉山する。
- 2002年5月24日 - サッカーワールドカップ カメルーン代表が来村する。
- 2005年3月22日 - 日田市に編入合併し、自治体として消滅。

## 村政時代の行政

### 村長
1. 川野仙蔵（1889年5月20日 - 1889年10月）家事故障退職
2. 丸尾紋治（1889年10月22日 - 1899年11月26日）死亡退職
3. 合谷圓俊（1900年3月27日 - 1903年8月4日）家事故障退職
4. 合谷三郎（1903年9月9日 - 1904年9月13日）応召退職
5. 合谷　蔀（1904年11月21日 - 1908年11月20日）満期退職
6. 合谷三郎（1908年12月3日 - 1924年12月24日）満期退職
7. 合谷圓俊（1925年3月11日 - 1931年3月17日）満期退職
8. 渡辺柳吉（1932年2月23日 - 1936年2月22日）満期退職
9. 野尻大助（1937年4月19日 - 1945年4月17日）満期退職
10. 合谷　享（1945年5月26日 - 1945年10月9日）病気退職
11. 奥平彌太郎（1945年11月20日 - 1955年3月20日）家事都合退職
12. 児塔務（1955年4月30日 - 1971年4月29日）満期退職
13. 齊藤隆一（1971年5月1日 - 1988年4月24日）死亡退職
14. 北村益郁（1988年6月12日 - 1996年6月11日）満期退職
15. 坂本休（1996年6月12日 - 2005年3月21日）市町村合併に伴って退職

## 町名の変遷
| 実施後       | 実施年月日    | 実施前   |
| ------------ | ------------- | -------- |
| 中津江村栃野 | 2005年3月22日 | 大字栃野 |
| 中津江村合瀬 | 2005年3月22日 | 大字合瀬 |

## 交通

### 鉄道
当地区には鉄道は走っていない。最寄り駅は、九州旅客鉄道（JR九州）久大本線日田駅である。

### バス
日田駅駅前に日田バスの日田バスセンターがあり、そこを起点とする杖立線に乗車し、松原ダムバス停にて下車する。そこから日田市営バス中津江線・栃原線に乗換。

### 道路
- 国道387号
- 国道442号
  - 竹原峠道路
- 県道9号線
- 県道12号線

## 名所・旧跡
- 鯛生金山
- 伝来寺庭園
- 宮園津江神社 - 大分県指定の無形民俗文化財『麦餅つき祭り』が毎年7月15日に行われる。

## 施設
- 津江温泉
- 鯛生家族旅行村
- 道の駅鯛生金山
- 鯛生スポーツセンター - 上記の通り、2002年サッカーワールドカップにてカメルーン代表がキャンプ地とした。

## 教育機関
- 日田市立津江小学校

1995年4月に中津江村立鯛生小学校、中津江村立丸蔵小学校、中津江村立川辺小学校が統合し、中津江村立中津江小学校となる。2012年に、中津江村立中津江小学校と上津江村立上津江小学校の２校が統合して中津江村立津江小学校となる。2014年から中津江村立津江中学校の校舎へ移転し、小中一貫校となった。
- 日田市立津江中学校

1979年に中津江村立鯛生中学校と中津江村立中津江中学校が統合して中津江村立津江中学校が誕生。1993年に上津江村立上津江中学校と統合し、上津江村中津江村中学校組合立津江中学校となる。2014年から日田市立津江小学校が同校の校舎に移転し、小中一貫校となった。

## カメルーンとの交流
カメルーンとの交流は、2002 FIFAワールドカップにて中津江村が出場国の事前キャンプ地に立候補し、カメルーンのキャンプ地に選ばれたのが始まりである。サッカーカメルーン代表チームの当初の来日予定は2002年5月19日だったが、選手による出場ボーナス増額要求交渉によって日本への出発が遅れ、カメルーン航空のチャーター機がフランスのパリ＝シャルル・ド・ゴール空港を飛び立ったのが5月22日1時（現地時間）であった。出発後も給油地のエチオピアとインドで予定より数時間ずつ遅れた上、カンボジアとベトナムの領空通過の許可を得ていないことが判明し、タイのバンコクで足止めとなった。そのため代表チームの到着は更に遅れ、5月23日23時38分に福岡空港に到着し、中津江村には5月24日3時すぎに到着した。この騒動が日本中から注目を向け、同年12月に発表された新語・流行語大賞には「W杯（中津江村）」が選ばれた。
その後もカメルーンとの交流が続き、カメルーン駐日大使が来訪したり当時の村長が公務でカメルーンを訪問する事もあった。カメルーンが本大会に出場した2010 FIFAワールドカップ南アフリカ大会、2014 FIFAワールドカップブラジル大会では、旧村民あげてカメルーンを応援した。また、2002年ワールドカップカメルーン代表のひとりでJリーグのガンバ大阪などでも活躍したパトリック・エムボマも、引退表明後に旧中津江村でサッカー教室を開催した。2021年に開催された東京オリンピックにおいて、カメルーン選手団は7月5日から18日（一部は27日）まで日田市で事前キャンプを行い、その中の7月15日には同選手団26人が中津江村を訪問して鯛生スポーツセンターで歓迎式を受けた。新型コロナウイルス問題により、選手団と一般住民との直接交流は行われなかったが、当日は住民が沿道でカメルーン国旗の小旗を振り、歓迎式では住民が手作りした手提げバッグなどの応援グッズがカメルーン選手団に贈呈された。

## 参考書籍
- 角川書店 編『角川日本地名大辞典 44 大分県』（初版第1刷）、1980年11月。ISBN 978-4040014401。